# Flakbatterie Vareler Hafen

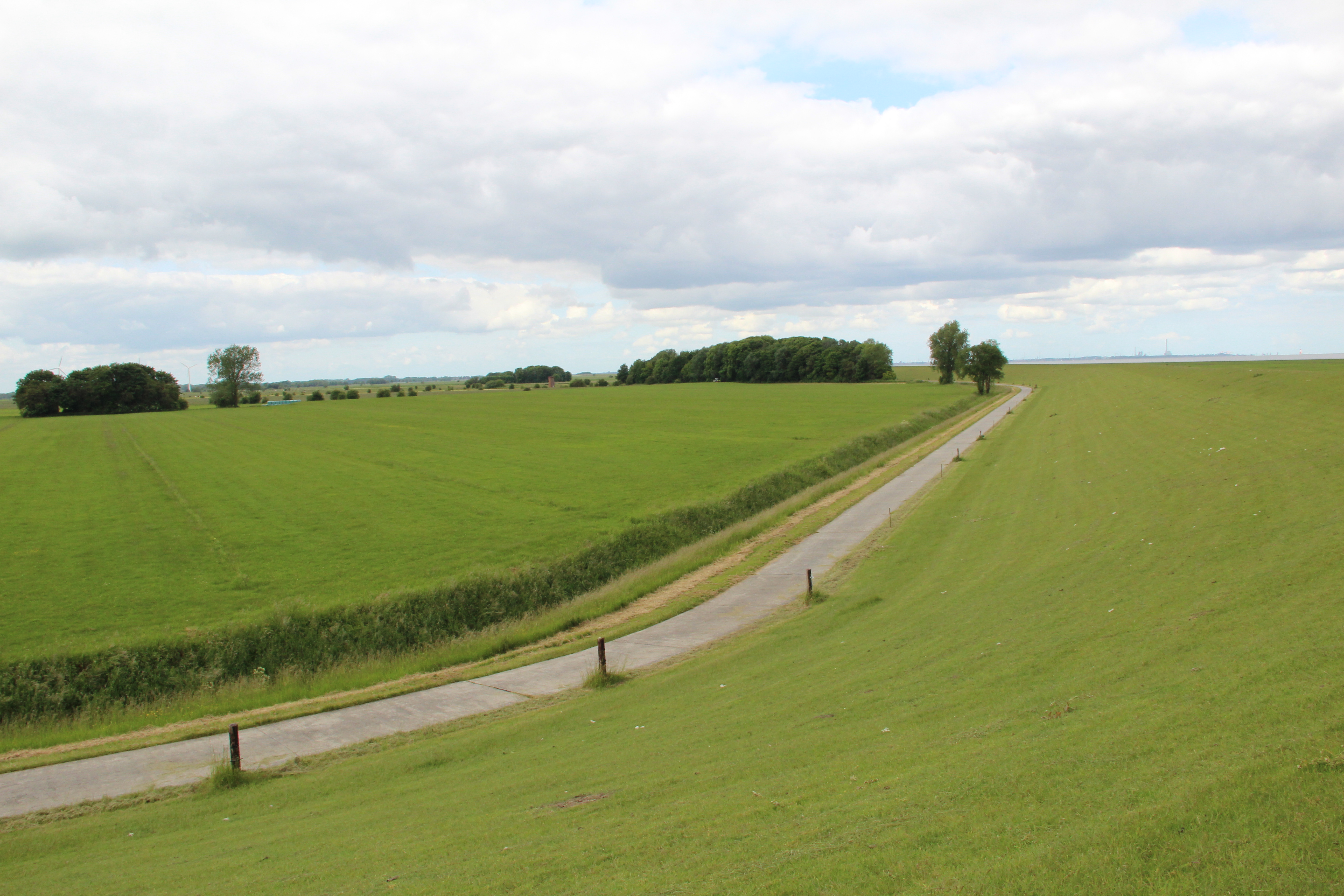
Der Seedeich bei Varel. Die Flakbatterie befand sich an der Stelle, an der sich heute das rechte Wäldchen befindet.

Die schwere Flakbatterie Vareler Hafen war im Zweiten Weltkrieg eine verbunkerte Stellung der Marine-Flak im Süden des Jadebusens.

## Lage und Aufbau
Die schwere Flakbatterie Vareler Hafen befand sich am Vareler Seedeich etwa 600 Meter nördlich der Vareler Schleuse. Sie bestand aus vier Geschützhochbunkern und einem zentral gelegenen Leitstand sowie einem Maschinenbunker. Südlich der Anlage befand sich eine Befestigungsanlage die 1914/15 erbaut wurde.

## Organisatorische Eingliederung

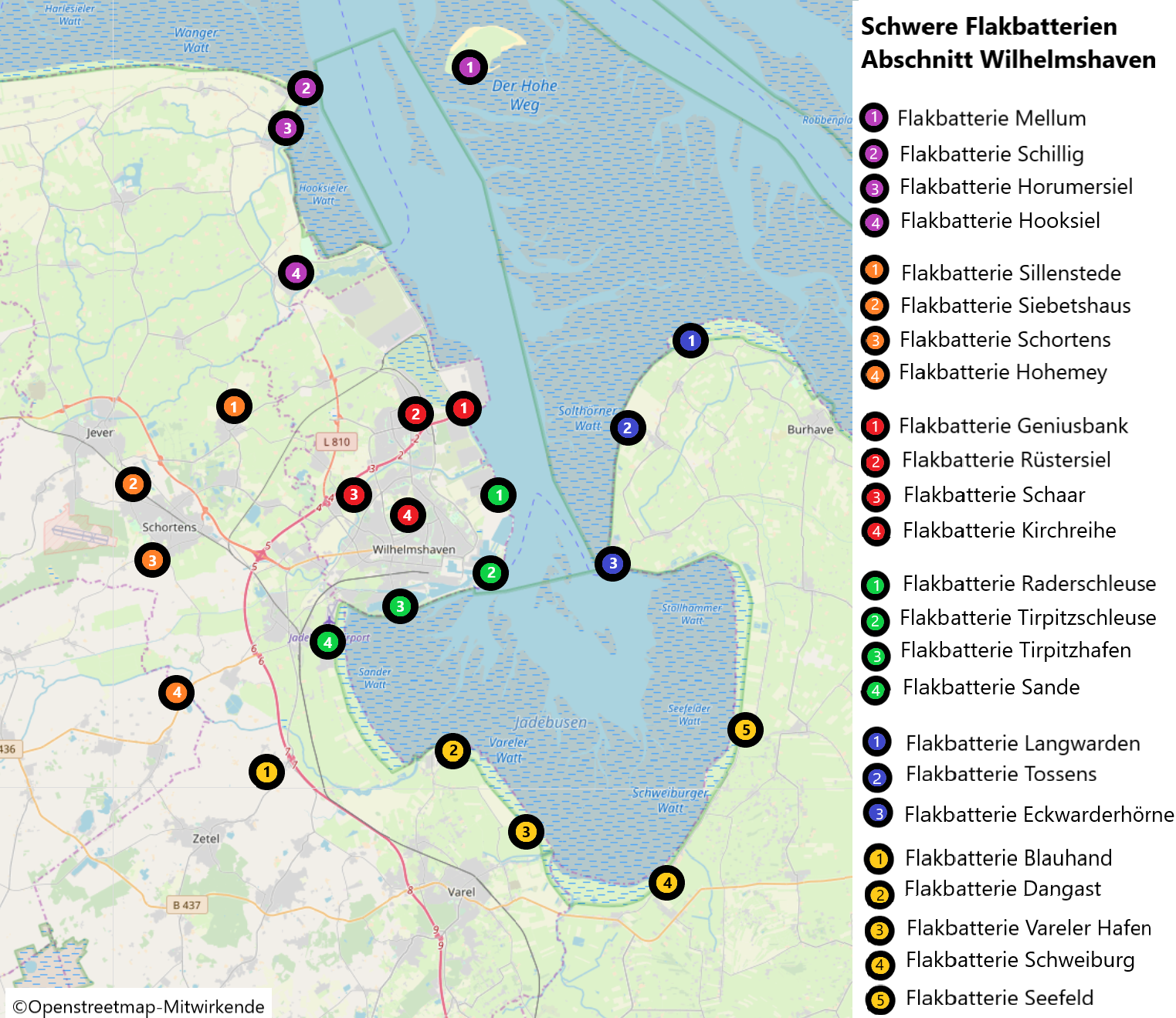
Position der Flakbatterien im Abschnitt Wilhelmshaven

Für die Küstenverteidigung war der Küstenbefehlshaber Deutsche Bucht verantwortlich. Die Batterie gehörte als Teil der II. Marineflakbrigade zum Abschnitt Wilhelmshaven. Die Flakbatterie gehörte zur Marineflakabteilung 222, deren Flakuntergruppenkommando Süd bei Vareler Hafen lag.

## Geschichte
Die Anlage diente dem Schutz des Kriegshafens in Wilhelmshaven. Die Geschützhochbunker der Batterie waren 1940 fertiggestellt. Sie wurden jedoch nicht armiert, da der südliche Abschnitt Wilhelmshavens durch die Flakbatterien in Schweiburg, Dangast und die schwimmende Flakbatterie Medusa abgesichert war. Damit die anderen Batterien des Abschnitts bewaffnet werden konnten, wurde zunächst auf einen Ausbau der Vareler Batterie verzichtet.
Erst im Februar 1943 wurde vom Luftverteidigungskommando Wilhelmshaven die Verstärkung des südlichen Abschnitts von Wilhelmshaven beantragt. Die Ursache für diese Entscheidung war, dass Feindverbände mittlerweile auch bei Sonne die Stadt angriffen. Zeitgleich wurden die Batterie Raederschleuse armiert und die Batterien in Seefeld, Schweiburg  und die schwimmenden Flakbatterien Medusa und Arcona ausgebaut, dieser Plan wurde jedoch nur zum Teil umgesetzt. Da die Medusa in Wilhelmshaven umgerüstet wurde, wurden ihre 10,5-cm-Flakgeschütze in der Zeit vom 25. Juli 1943 bis zum 18. Oktober 1943 in Varel eingesetzt. Kurz darauf wurden vier Geschütze der Arcona in Varel auf ähnliche Weise bis zur Wiederindienststellung am 24. Januar 1944 zwischengenutzt. Danach gab es hier keine schweren Geschütze mehr, nur noch eine 3,7-cm-SK und eine 2-cm-C/30-Flak. Aufgrund ihres geringen Einsatzes trug die Batterie umgangssprachlich den Namen „die stumme Batterie“.